# Cordillera de Cocapata
Die Cordillera de Cocapata ist ein Gebirgsrücken in den östlichen Teilen der bolivianischen Anden. Sie ist ein Teil der Cordillera Oriental und erreicht seine nördlichste Ausdehnung bis zur Mündung des Río Boopi in den Río Alto Beni. Der südlichste Abschnitt der Cordillera de Cocapata ist die Cordillera del Tunari, die nach Süden hin durch das fruchtbare und dicht besiedelte Tal von Cochabamba begrenzt wird.
Die Cordillera de Cocapata weist etwa 70 bis 80 Gipfel mit Höhen zwischen 4700 m und 5060 m auf, die höchsten Erhebungen der Region sind der Cerro Pirhuata (5060 m) und der Cerro Tunari (5023 m).